# Ram Vaswani
Ram „Crazy Horse“ Vaswani (* 1. September 1970 in London) ist ein professioneller britischer Pokerspieler und ehemaliger Snookerspieler aus England. Er ist das jüngste Mitglied des Hendon Mobs und gewann 1999 das Main Event der Master Classics of Poker, 2003 ein Bracelet bei der World Series of Poker sowie 2004 das Main Event der European Poker Tour.

## Snooker
Vaswani wuchs in Finchley auf, wo er auch zum Snooker herangeführt wurde. Er begann im Alter von 13 Jahren zu spielen und schwänzte dafür die Schule. Dabei zeigte er durchaus Talent: Bei einem Amateurspiel spielte er drei Century Breaks, bei einem anderen ein Maximum Break. In den 1990ern spielte er zwei Jahre auch professionell. Vaswani ließ die Snookerkarriere aber schleifen und interessierte sich mehr für Glücksspiele. So wurde es unwahrscheinlich, dass er den Durchbruch zu den Top-Spielern schaffen konnte. Sein Bruder Sunit wurde später ebenfalls professioneller Snookerspieler und auch englischer Vize-Meister.

## Pokerkarriere
Vaswani begann im Alter von neun Jahren Karten zu spielen. Er bezeichnete lange Zeit Seven Card Stud als seine Lieblingsvariante und machte seine ersten Profierfahrungen im Victoria Casino in London. Vaswani traf Joe Beevers in Luton, als er eine Hundewette platzieren wollte und verabredete sich mit ihm zum Poker spielen. Mit Barny und Ross Boatman gründeten sie eine Pokerrunde und nannten sich Hendon Mob. Vaswani teilt sich mit dem Lakota-Anführer Tashunca-uitco den Spitznamen Crazy Horse, den er sich selbst aussuchte.
Seinen ersten großen Turniererfolg erzielte Vaswani im Jahr 1999. Er gewann das 5000 Gulden teure Main Event der Master Classics of Poker in Amsterdam, das zu dieser Zeit das größte Pokerturnier in Europa war. Beevers hatte ihm im Vorfeld das Buy-in leihen müssen, da Vaswani pleite war. Vaswani schloss im Juni 2001 sein erstes Turnier bei der World Series of Poker (WSOP) in Las Vegas in den Preisrängen ab. Ein Jahr später wurde er Dritter bei einem Turnier in Limit Hold'em der WSOP 2002 sowie Zweiter bei einem Mix-Event aus Hold'em und Stud. 2004 belegte er bei einem Hold'em-Turnier den dritten Platz. Bei der WSOP 2007 gewann Vaswani ein Bracelet. Bei einem Shootout-Turnier  in Limit Hold'em mit einem Buy-in von 1500 US-Dollar sicherte er sich den ersten Platz und gewann mehr als 217.000 US-Dollar. Bei insgesamt 18 WSOP-Geldplatzierungen erspielte sich Vaswani Preisgelder von mehr als einer Million US-Dollar. Vaswani schaffte es viermal beim Main Event der European Poker Tour an den Finaltisch. Er gewann 2004 in Dublin, wurde 2005 Zweiter in Kopenhagen, 2006 Fünfter in Deauville und 2007 Achter beim Saisonfinale in Monte-Carlo. Diese vier Ergebnisse brachten ihm Preisgelder von rund 440.000 Euro ein.
Insgesamt hat sich Vaswani mit Poker bei Live-Turnieren mehr als 3,5 Millionen US-Dollar erspielt. Vaswani spielte auf der Pokerseite Full Tilt Poker, von der er auch, wie der gesamte Hendon Mob, gesponsert wurde. Am 5. April 2007 verlor Ram Vaswani gegen Brian Townsend mehr als 400.000 US-Dollar während einer Cash-Game-Sitzung.